# Babiche
Als Babiche bezeichnet man Riemen oder Schnüre, die aus Aal-, Hirsch- oder Karibuhäuten gefertigt sind. Der Begriff ist vermutlich der Sprache der nordamerikanischen Micmac-Indianer entlehnt, in der ein ähnlich klingendes Wort „Schnur“ bedeutet.

## Referenzen
Im Buch Zwei alte Frauen von Velma Wallis, in dem vom hohen Norden Alaskas erzählt wird, ist ein Bündel Babiche – grob abgezogene, ungegerbte Elchhaut – lebensrettend als Fallen-Schlingen für Kaninchen.